# St. Bartholomäus (Halle)

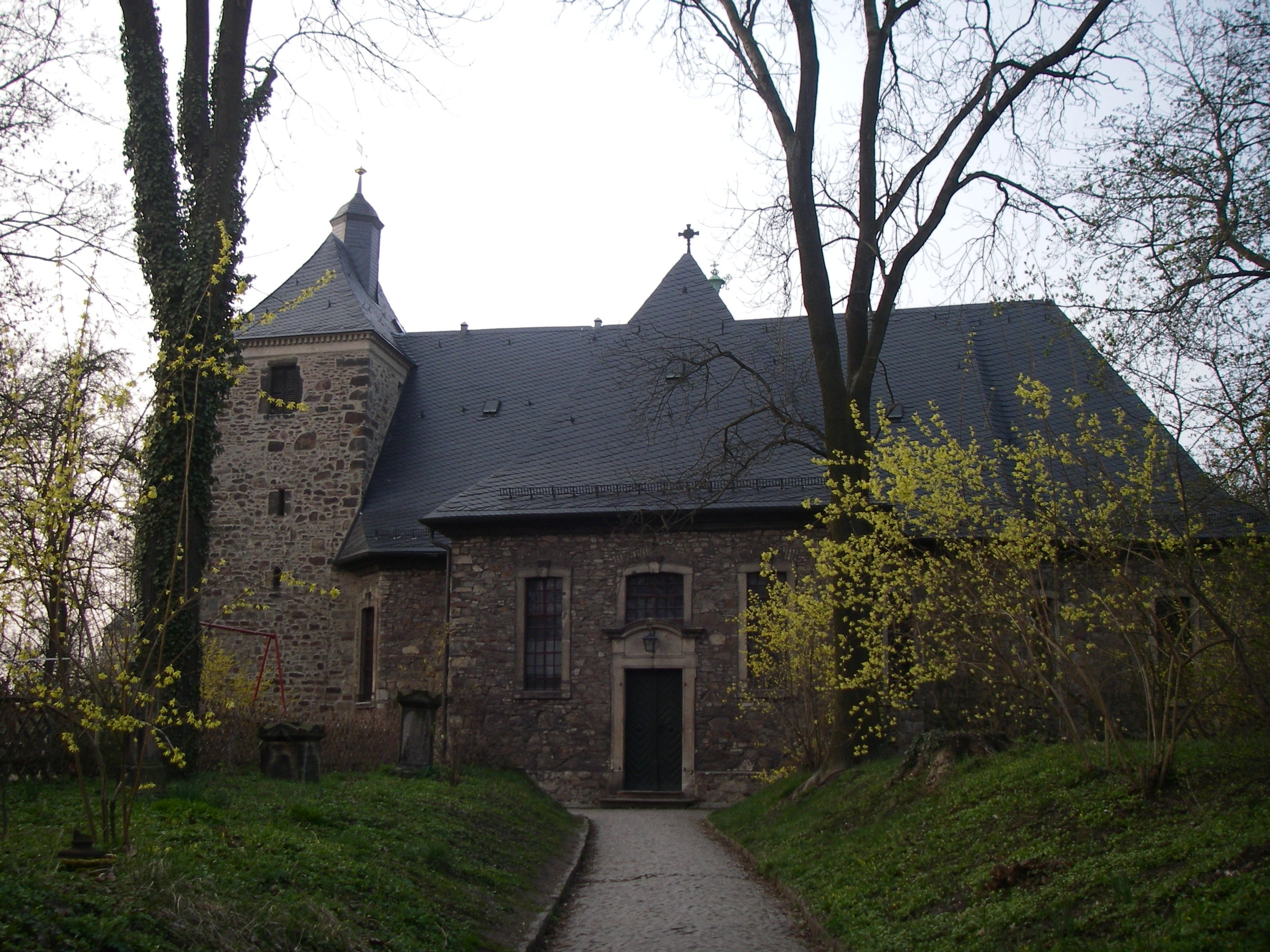
St. Bartholomäus, Ansicht von Süden

Die Kirche St. Bartholomäus ist eine evangelische Kirche im Stadtteil Giebichenstein von Halle (Saale) und trägt den Namen des Apostels Bartholomäus.

## Lage
Sie steht auf einem Hügel aus Porphyran über dem Saaletal der, durch Grabungen und Urnenfunde bei den Bauarbeiten für das Gemeindehaus 1927 belegt, schon in vorchristlicher Zeit ein germanischer Kult- und Begräbnisplatz war. Vor der intensiven Bebauung Giebichensteins im 19. Jahrhundert war sie schon weit im Saaletal zu erkennen.

## Geschichte
Die Gemeinde Giebichenstein kam im Jahr 1341 zum Kloster Neuwerk und wurde mit der Margarethenkapelle der Burg Giebichenstein vereinigt. Im selben Jahr wurde die Gemeinde Kröllwitz mit eingepfarrt.
Das Kloster Neuwerk wurde im Zuge der Reformation 1541 eingezogen, sodass der Landesherr das Patronat übernahm.
In der mittelalterlichen Vorgängerkirche traute Pfarrer Georg Taust (1606–1685) im Jahre 1683 seine zweite Tochter Dorothea zur Ehefrau des 61-jährigen, verwitweten Giebichensteiner Amts- und Herzöglichen Leibchirurgen Georg Händel. Er starb aber kurz darauf, als sie seinen Enkel Georg Friedrich Händel zur Welt brachte.
Im Jahr 1906 wurden der Fußboden und das Gestühl erneuert.
Eine weitere Auffrischung erhielt das Innere im Jahr 1929.
Umfassend instand gesetzt wurde sie von 1970 bis 1980, hierbei bekam sie den neuen Holzaltar, eine neue Bestuhlung und die Wände und Emporen wurden farblich neu gestaltet.
Einer kompletten Sanierung wurde sie von 1990 bis 2005 unterzogen.

## Architektur

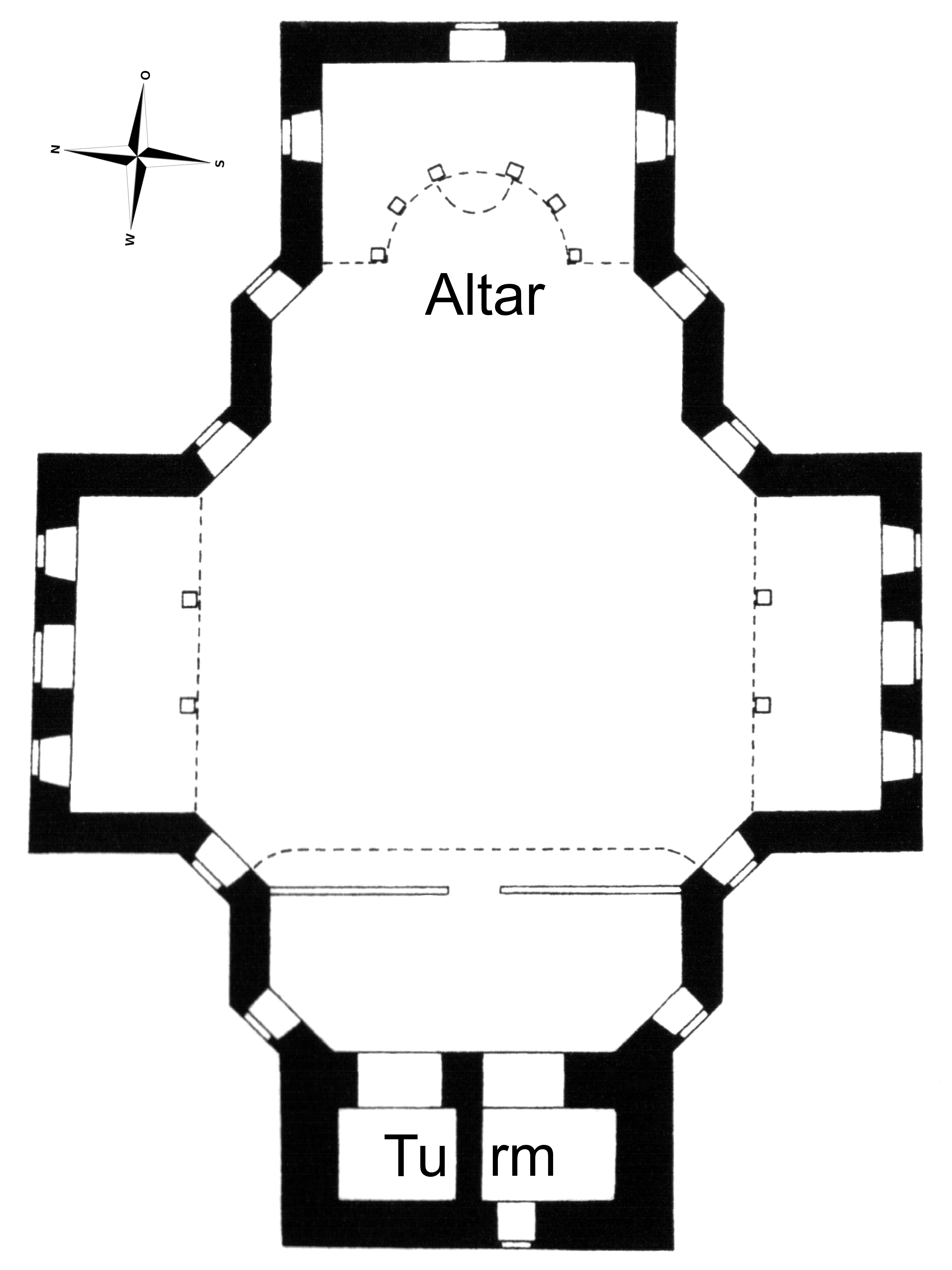
Grundriß

Innenansicht von 1925

Von ihrem romanischen Vorgängerbau ist der auf rechteckigem Grundriss aus Porphyrbruchstein errichtete Westquerturm aus der Zeit um 1200 erhalten. Im Dreißigjährigen Krieg wurde seine Spitze zerschossen und erst 1661 erneuert. Seit dem Neubau des Kirchenschiffes besitzt er ein Satteldach und Dachreiter.
Der Amtmann Johann Christian Ochs von Ochsenstein ließ das baufällig gewordene Kirchenschiff der Vorgängerkirche abreißen und im Zeitraum 1740–1742 durch einen spätbarocken, langgestreckten kreuzförmigen Zentralbau aus ursprünglich verputztem Bruchsteinmauerwerk ersetzen. Die Verbindungen der beiden Kreuzarme sind abgeschrägt, so dass sich ein oktogonaler Raum zu ergeben scheint. Die beiden Kreuzarme besitzen Tonnengewölbe, die sich im Zentrum zu einer achtseitigen Kuppel verbinden. Diese ist mit einer schlichten Deckenstuckatur gegliedert.
Das Dach war ursprünglich mit Ziegeln gedeckt, im Jahre 1896 wurde es mit dem noch heute vorhandenen Schiefer gedeckt. Auf dem Kreuzungspunkt des Achsenkreuzes saß früher ein preußischer Adler mit goldener Krone. Heute steht dort eine große Urne mit Kreuz.
Sonnenkreuze stehen gut sichtbar auf dem Dach der Haupteingänge im Norden und Süden.
Die Eingänge sind in Sandstein gefasst und mit einem Wellengiebel versehen.
Die Kirche hat große, ungeschmückte und dadurch schlicht wirkende, rechteckige Fenster. Ihre Umfassung außen ist in Sandstein gehalten, die oben mit einem Schlussstein abschließt.
Auf einem alten von Bild von Alfred Wessner-Collenbey ist zu erkennen, dass vor den Fenstern, unter denen heute die Liedanzeiger hängen, sich eine romanische Säule befand. Dies waren verkleidete Schornsteine für die eisernen Öfen zur Beheizung des Innenraumes.
Auf demselben Bild ist zur linken Seite des Kanzelaltars zu erkennen, dass sich dort ein Kriegerdenkmal für die Gefallenen der deutschen Einigungskriege befand. Dies ist heute nicht erhalten.
Weiterhin ist dort zu sehen, dass sich zur rechten Seite des Kanzelaltars ein weiteres Kriegerdenkmal von 1927 befand, dass in einer Nische ein Buch mit den Namen der 551 gefallenen Gemeindemitglieder beinhaltete. Dies ist heute ebenfalls nicht mehr erhalten.

## Ausstattung

### Innenausstattung

#### Kanzelaltar
Der hölzerne Kanzelaltar steht im östlichen Chor. Sein Korb ist im Stil des Rokoko geschwungen und wird von zwei Säulen gehalten. Die vier Evangelisten mit ihren Sinnbildern sitzen auf dem Gesims. Über dem Schalldeckel weilt ein gekrönter preußischer Adler. Da bei den Innenarbeiten 1929 ein Grundstein mit den Daten von 1729 unter dem Kanzelaltar gefunden wurde, wird davon ausgegangen, dass er aus dieser Zeit stammt.
Er ist wie der Altartisch, das Rednerpult und der Taufstein in schlichtem Weiß und Gold gehalten.

#### Adelslogen
An den Wänden des östlichen Chores wurden im späten 18. Jahrhundert doppelgeschossige, zum Rauminneren abgerundete Adelslogen eingebaut. Über ihnen thront das goldene Siegel FR für Fridericus Rex.

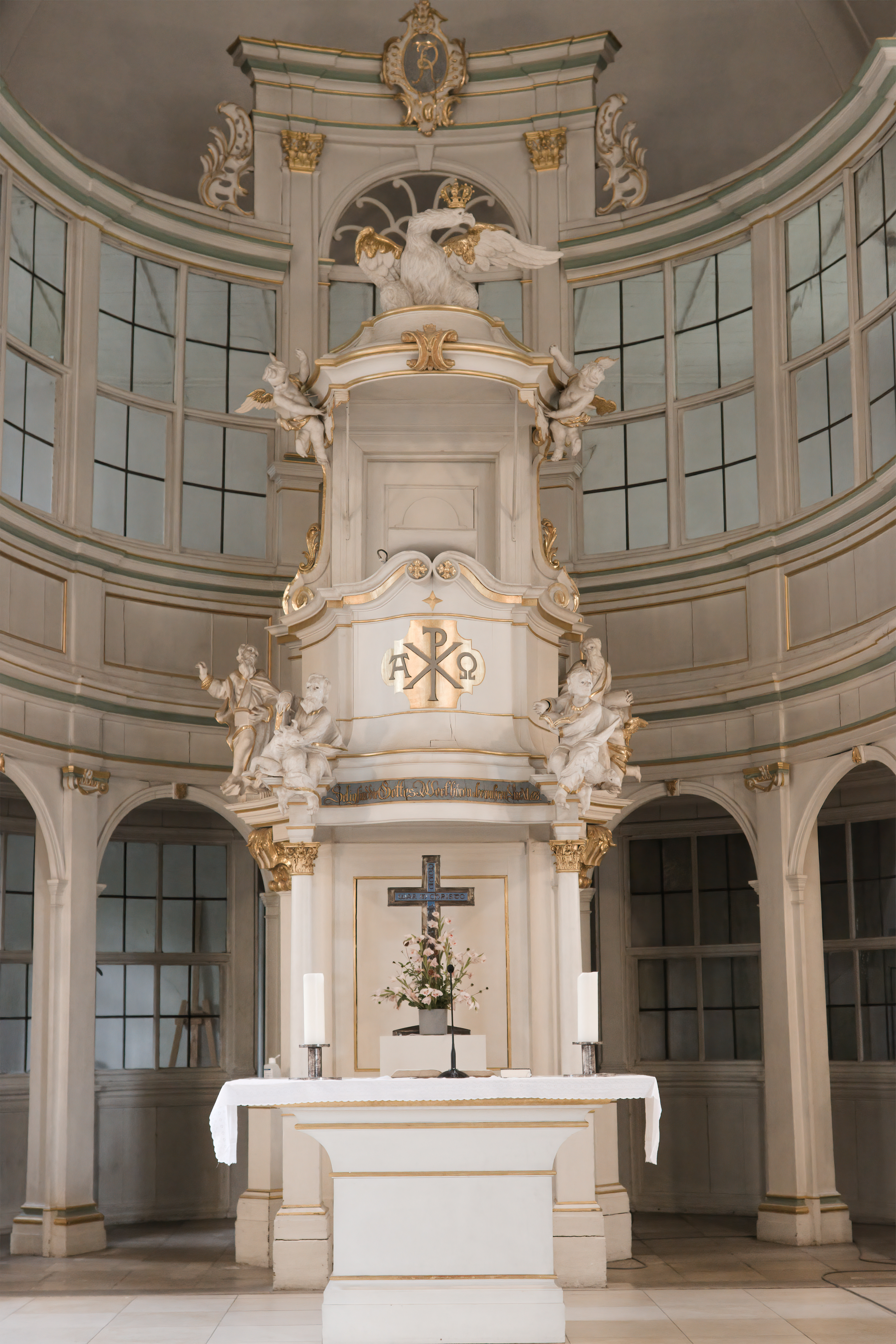
Kanzelaltar mit Adelsloge
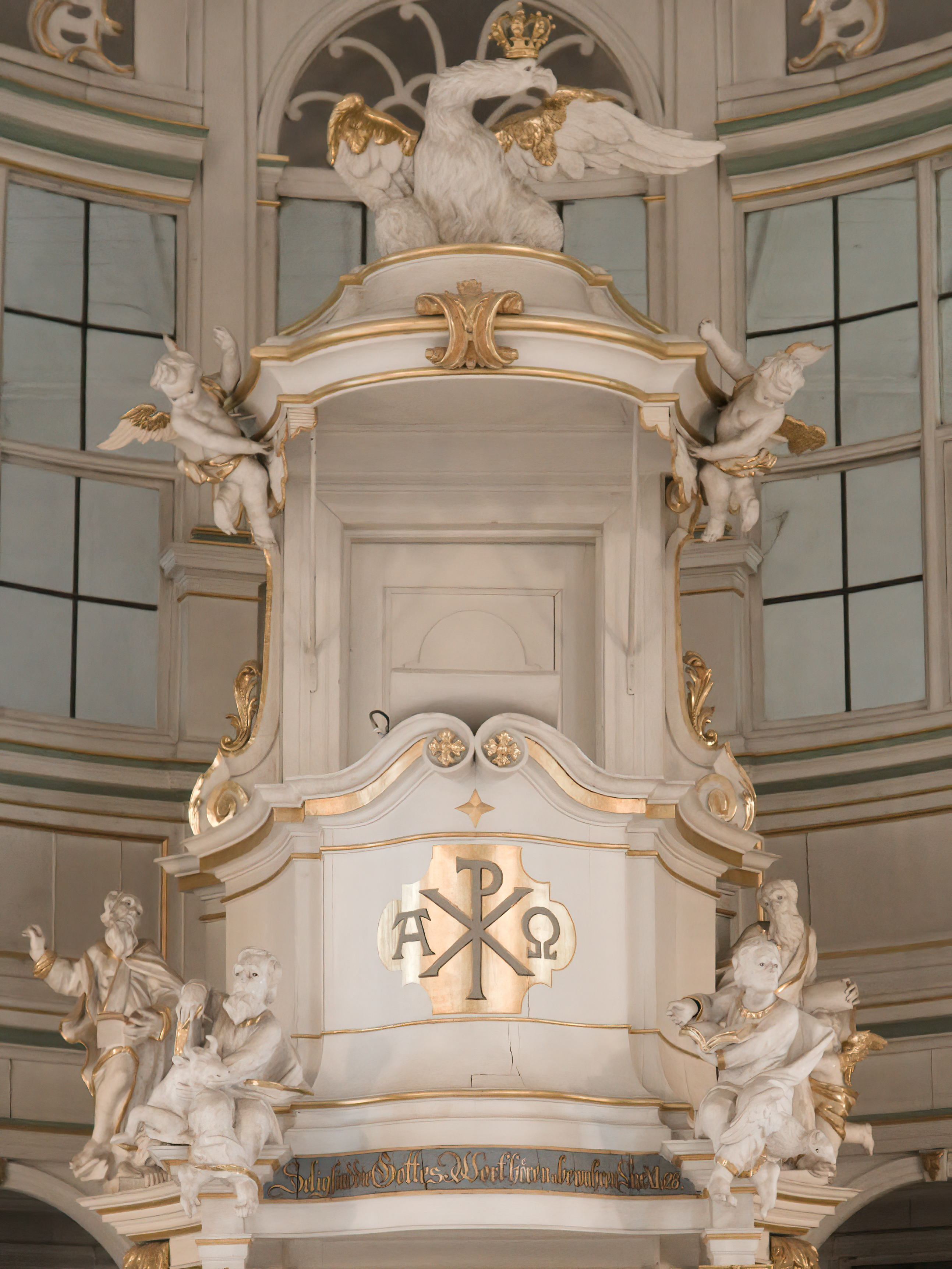
Kanzel

#### Altarausstattung
Drei Elemente der Altarausstattung stammen von Hallenser Künstlern, die an der benachbarten Kunsthochschule Burg Giebichenstein gewirkt und gelehrt haben:

##### Kreuz
Das Kreuz wurde von der Emaillekünstlerin Lili Schultz und Herrn Aßauer 1935 aus Silber und blauer Emaille gefertigt.
Auf ihm befindet sich die Inschrift „Gott war in Christo“ sowie Weintrauben und Ranken (nach Joh 15,5 ).
Geweiht wurde es am 17. November 1935.

##### Leuchter
Die Leuchter wurden von dem Metallgestalter Karl Müller angefertigt.

##### Bibel
Die handgebundene Altarbibel wurde von dem Buchkünstler Wilhelm Nauhaus angefertigt.

##### Altartisch
Der hölzerne Altartisch wurde 1979 von Reinhart Rüger aus Halle kreiert.
Er ist wie der Kanzelaltar, das Rednerpult und der Taufstein in schlichtem Weiß und Gold gehalten.

#### Wandkreuz
An der Nordwand neben dem Kanzelaltar hängt ein hölzernes Kreuz von 1450. Ursprünglich hing es dort über dem Kriegerdenkmal für die Gefallenen der deutschen Einigungskriege.

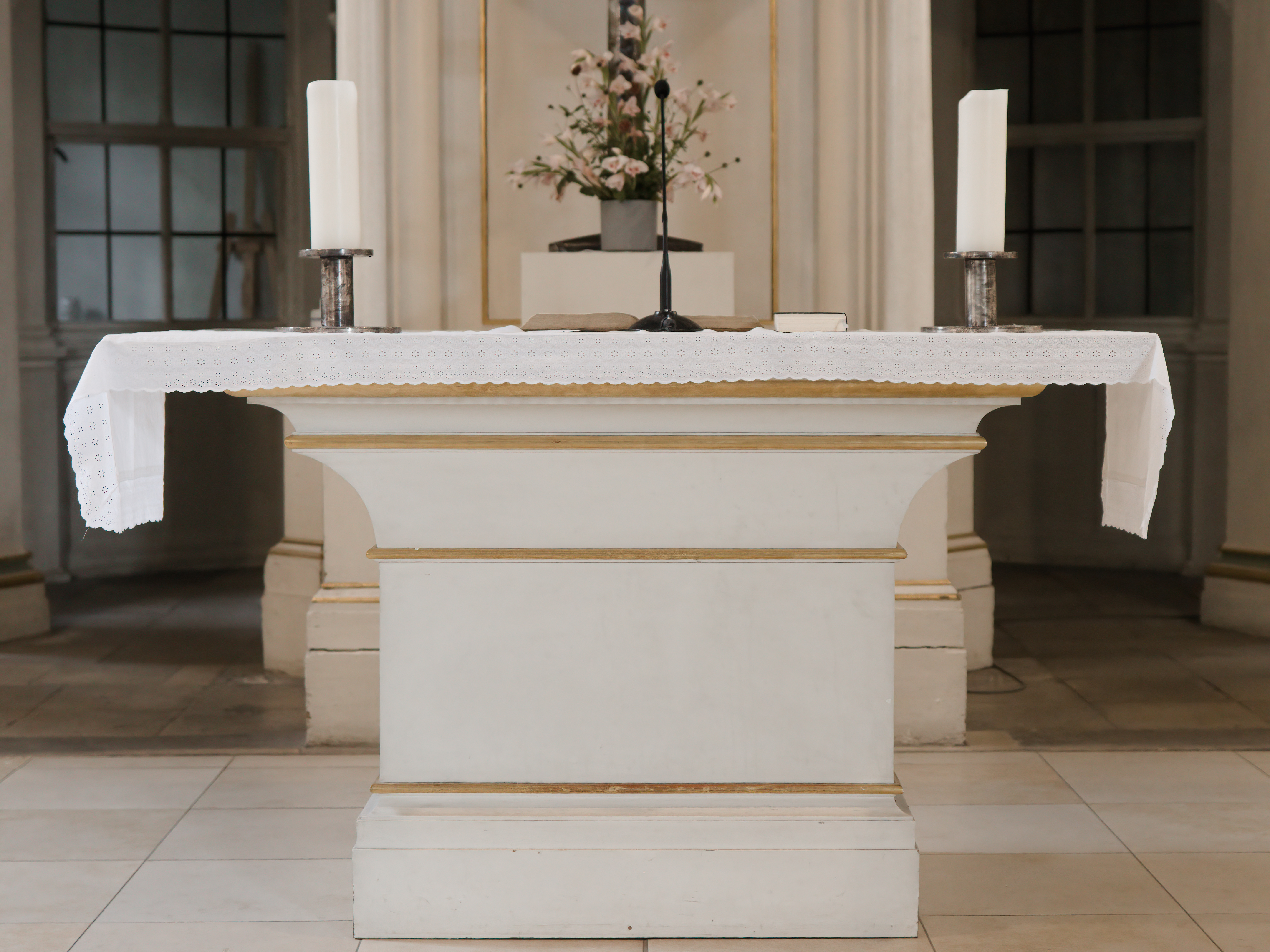
Altar
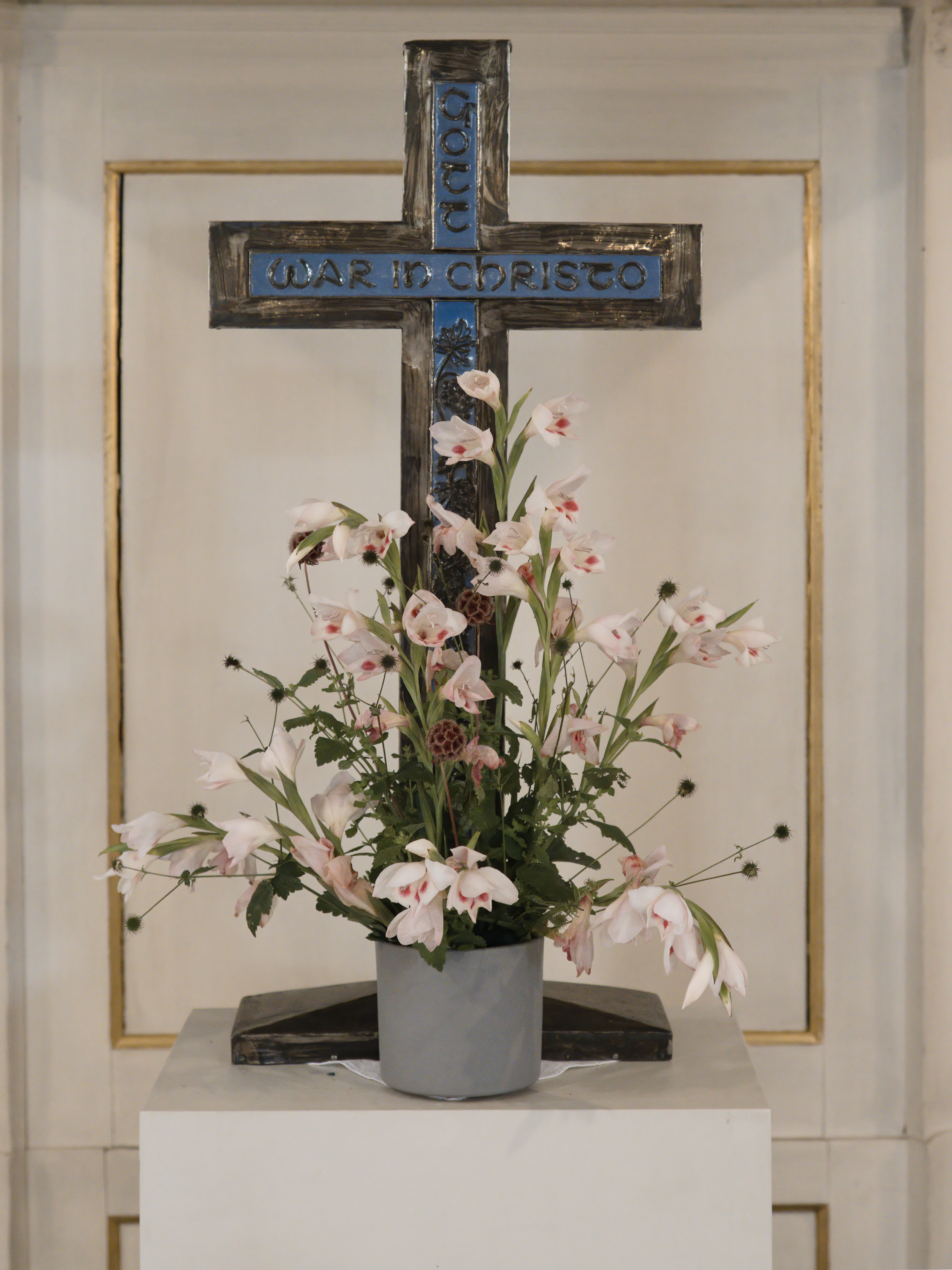
Altarkreuz
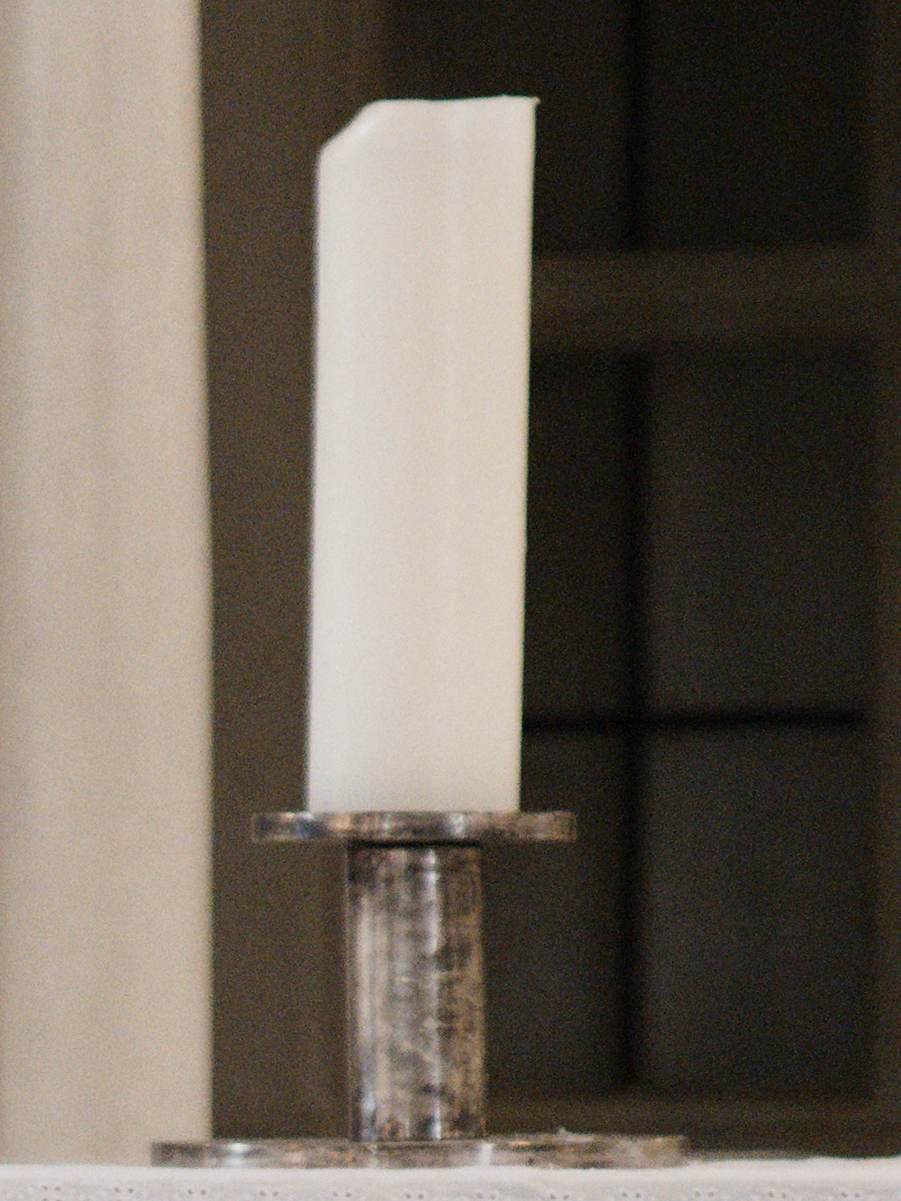
Kerzenständer
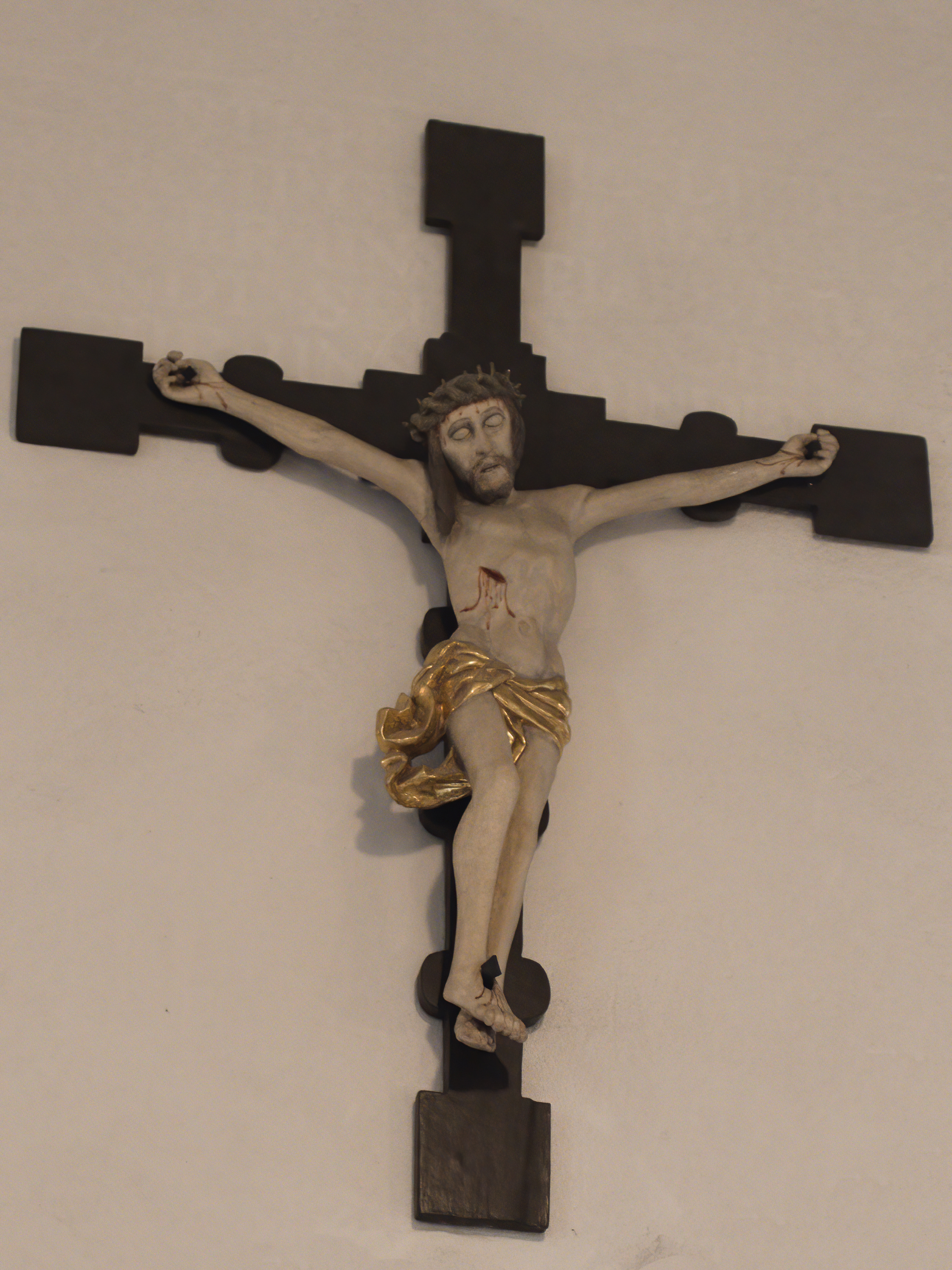
Wandkreuz

#### Taufstein
Zur Ausstattung gehört ein in schlichtem Weiß und Gold gehaltener barocker achtseitiger, nach romanischem Vorbild gestalteter Taufstein aus Sandstein, der auf das 18. Jahrhundert datiert wird. Gestiftet wurde er von Johann Lucas Bare.
Auf alten Bildern und Fotos ist zu erkennen, dass in der Mitte der Kirche, in etwa auf Höhe des Gewölbescheitelpunktes, ein romanischer Taufstein aus der Zeit um 1250 steht.
Er steht auf einen runden, einem Mühlenstein gleichenden Fundament, auf dem 6 Säulen stehen, die den Taufkessen tragen.
Im Zuge der Umbauten der 1990er Jahre wurde er nach draußen, an die Südwestseite der Kirche verlegt.

#### Rednerpult
Das hölzerne Rednerpult wurde 1979 von Reinhart Rüger aus Halle kreiert.
Es ist wie der Kanzelaltar, der Altartisch und der Taufstein in schlichtem Weiß und Gold gehalten.

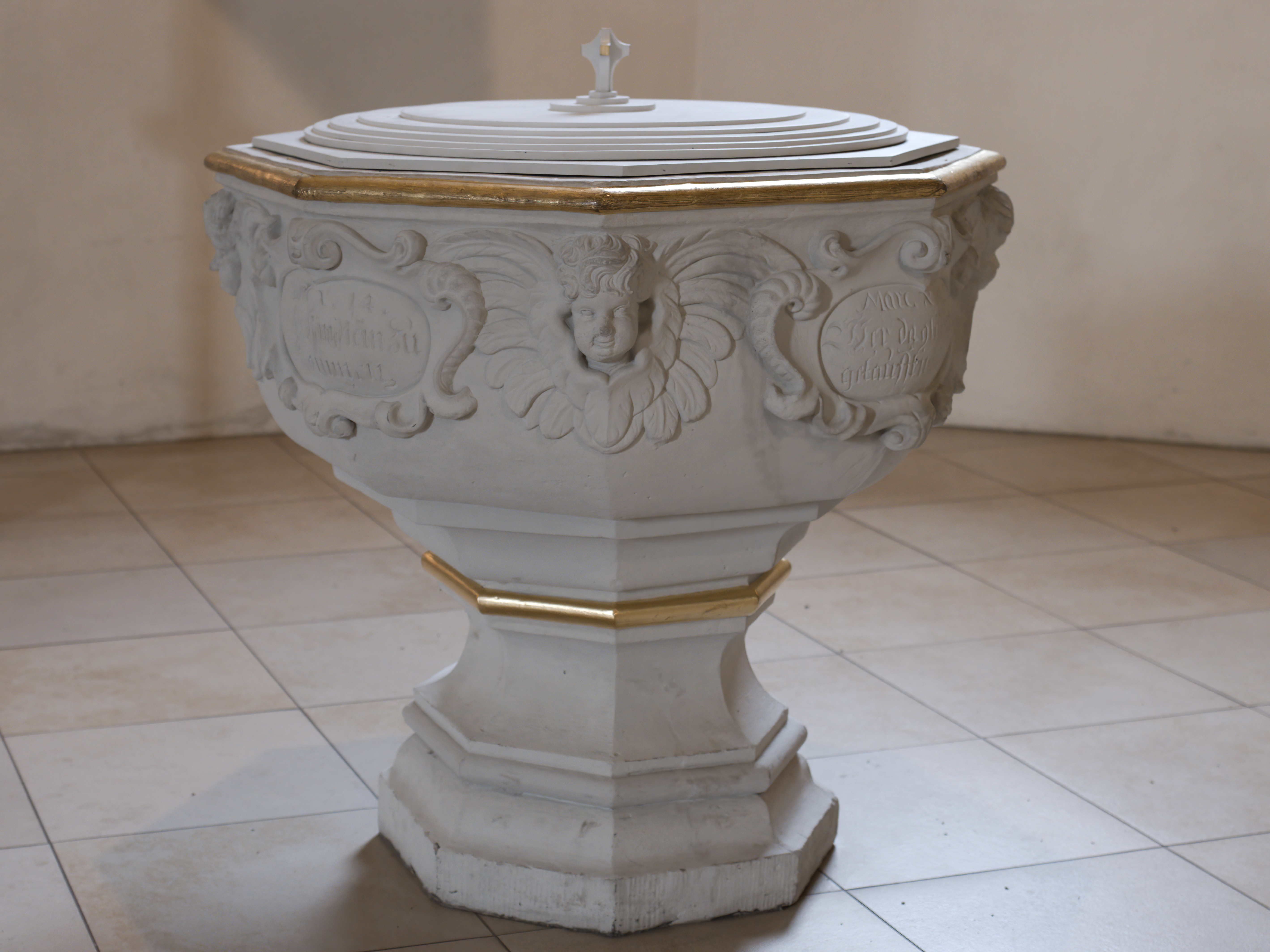
Taufstein
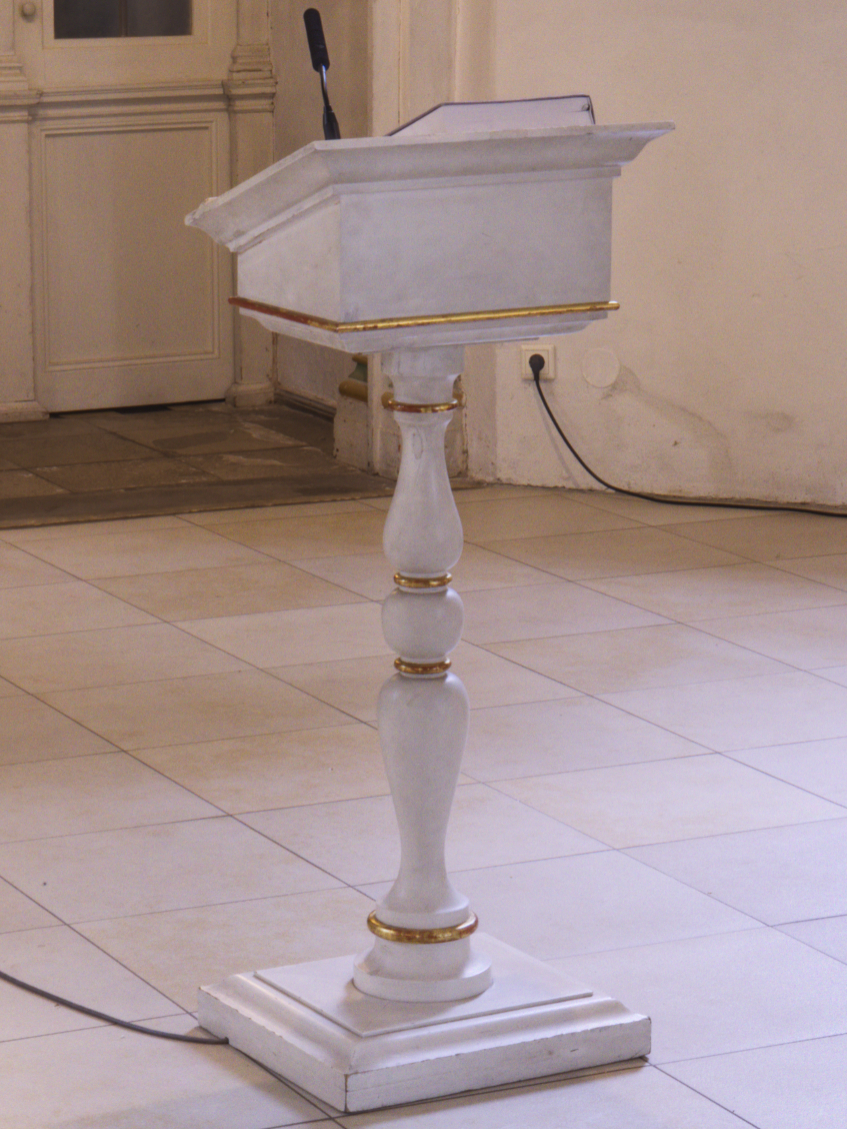
Rednerpult
Innenansicht mit altem Taufstein

#### Emporen
An der Nord- und Südseite des Innenraumes wurden Emporen aus Holz angebracht, die über gewundene Treppen erreichbar sind. Die vorherrschenden Farben sind weiß, lindgrün und gold und verziert sind sie mit Sprüchen aus der Bibel und Sinnbildern. Auf ihnen sind noch die ursprünglichen Holzbänke vorhanden, die während der Renovierungsarbeiten in den 70er Jahren des 20. Jahrhunderts entfernt wurden.

#### Bestuhlung
Während der Renovierungsarbeiten in den 70er Jahren des 20. Jahrhunderts wurden die ursprünglichen Holzbänke entfernt und durch eigens für die Kirche entworfene Stühle ersetzt. Die ursprünglichen Holzbänke sind noch auf der Nord- und Südempore vorhanden.

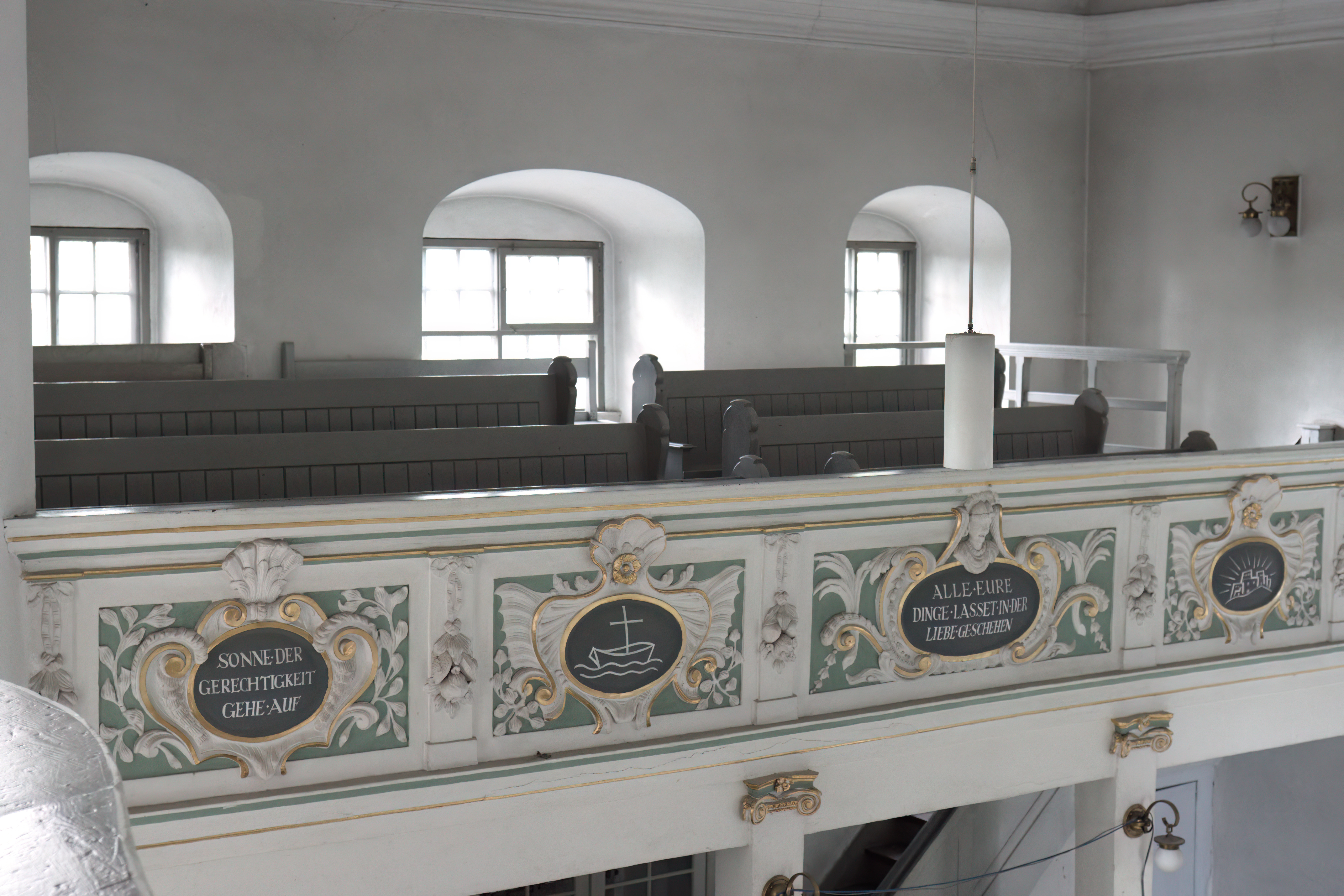
Nordempore
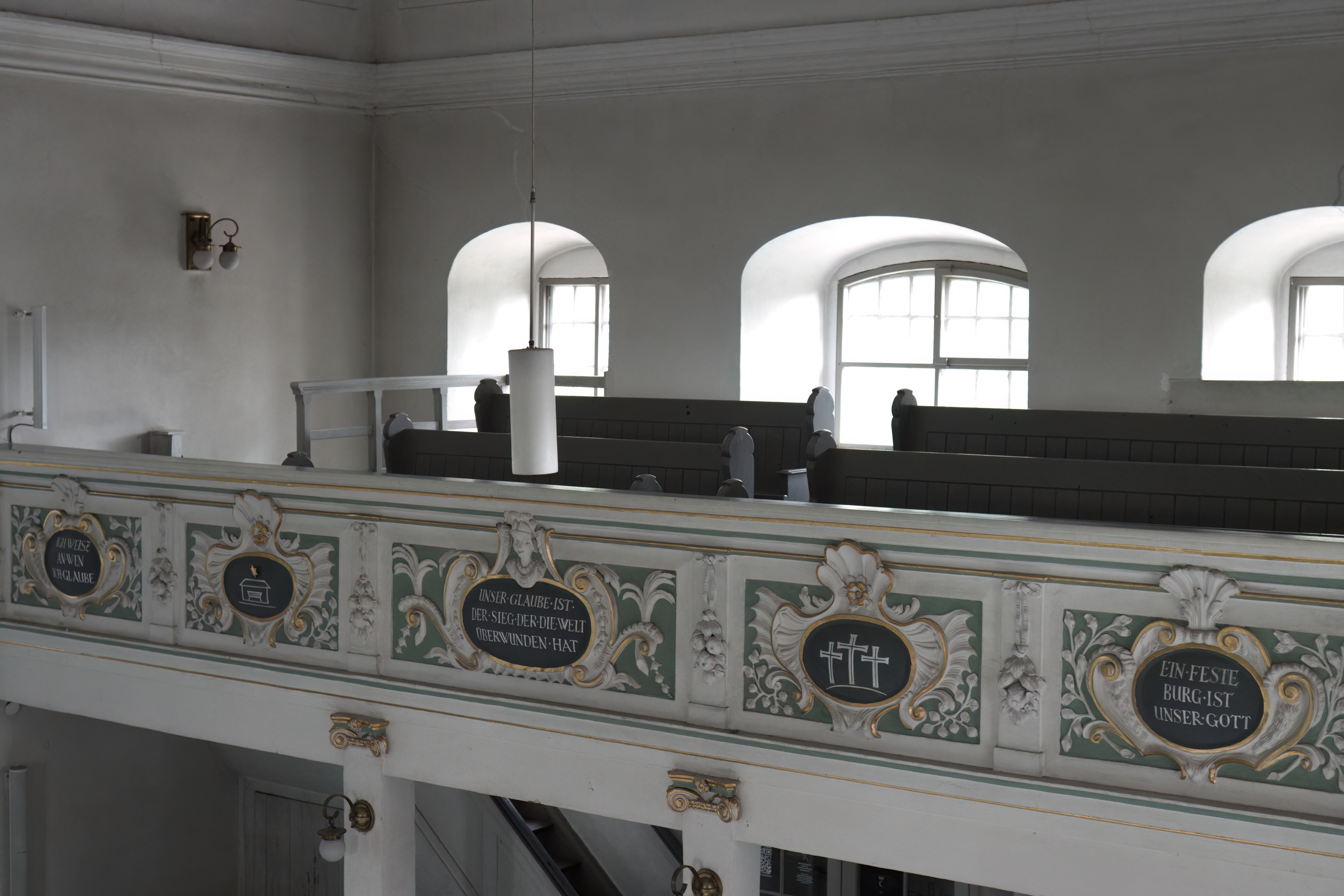
Südempore
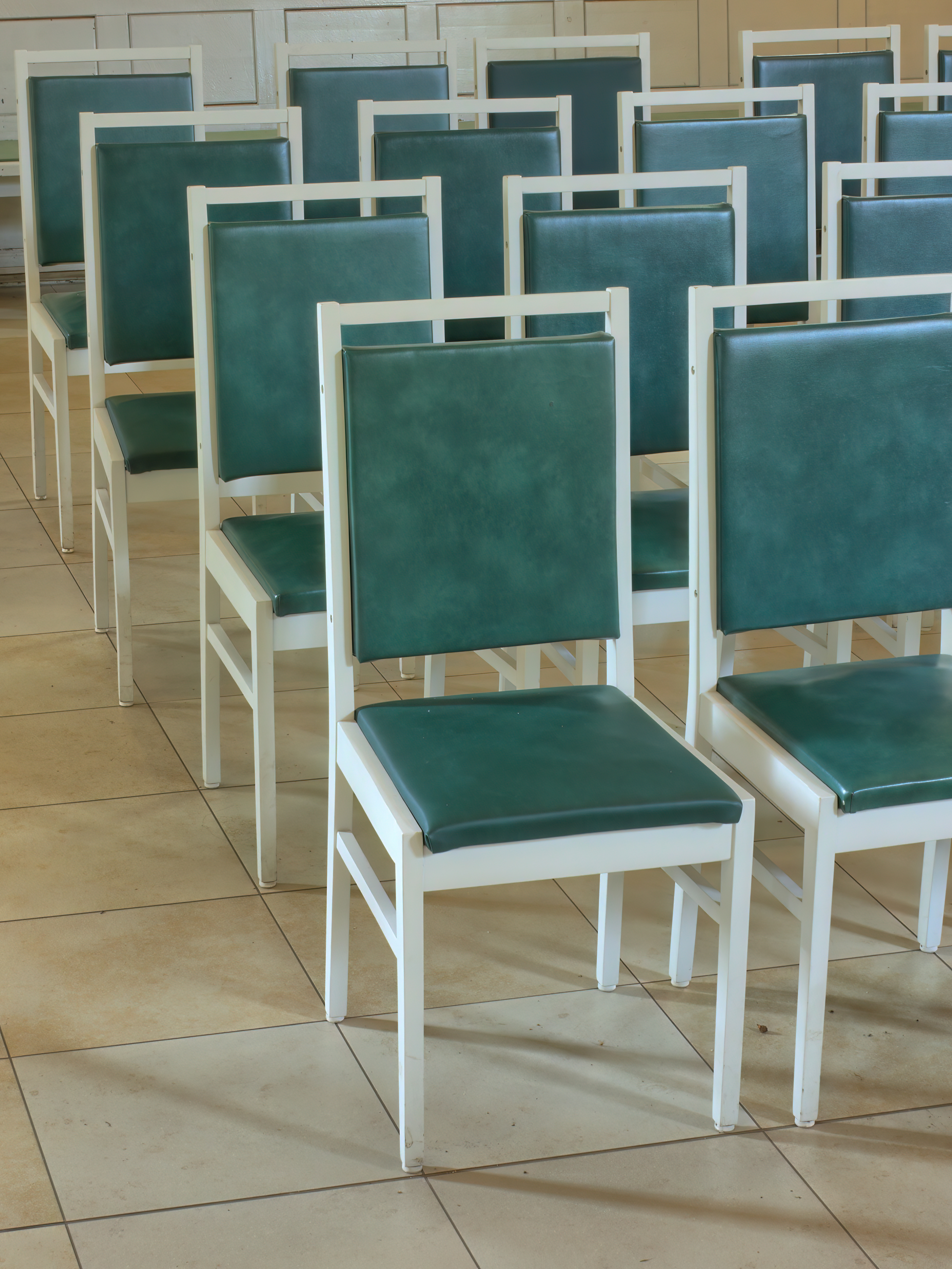
Bestuhlung

### Außenausstattung

#### Grabmäler
Die Grabmale des Friedhofes stammen aus dem 15. bis 18. Jahrhundert.
| Nr. | Bild                 | Person                                                                                          | Inschrift |
| --- | -------------------- | ----------------------------------------------------------------------------------------------- | --- |
| 1   | Ostseite             | Gelehrter oder Prediger, der eine Schaube trägt und in seiner rechten Hand einen Bibelsack hält | AD 1409 (nicht erkennbar) ist verscheyden Andreas Ber (nicht erkennbar) an der Pestilenz                                                                                       |
| 2   | Südseite gegenüber   | Amtshauptmann Herman Kotze als Ritter mit Rüstung und Schwert                                   | ANNO DOMINI 1474 UF MONTAG NACH BONIFACII IST VERSCHEIDEN HERMAN KOTZE, DEM GOT GNEDIG SEY                                                                                     |
| 3   | Südseite             | Leonhart Kotze                                                                                  | ANNO 1560 DE III OCTO STARB ZV HALLE DER GESTRENG VND EHREN VHESTE LEONHART KOTZE DER HIE BEGRABEN IST DEM                                                                     |
| 4   | Grabmal Südseite     | Amtmann Johann Christoph Lohse                                                                  | nicht mehr erkennbar |
| 5   | Grabstein Reichardts | Johann Friedrich Reichardt                                                                      | Hier ruht der Komponist Johann Friedrich Reichardt Kgl. Preuß. Hof Kapellmeister geb. zu Königsberg in Preußen den 25. November 1752 gest. zu Giebichenstein den 27. Juni 1814 |

#### Taufstein
Der ursprüngliche in der Kirche stehende Taufstein wurde nach außen auf die südwestliche Seite des Turmes versetzt.

## Orgel

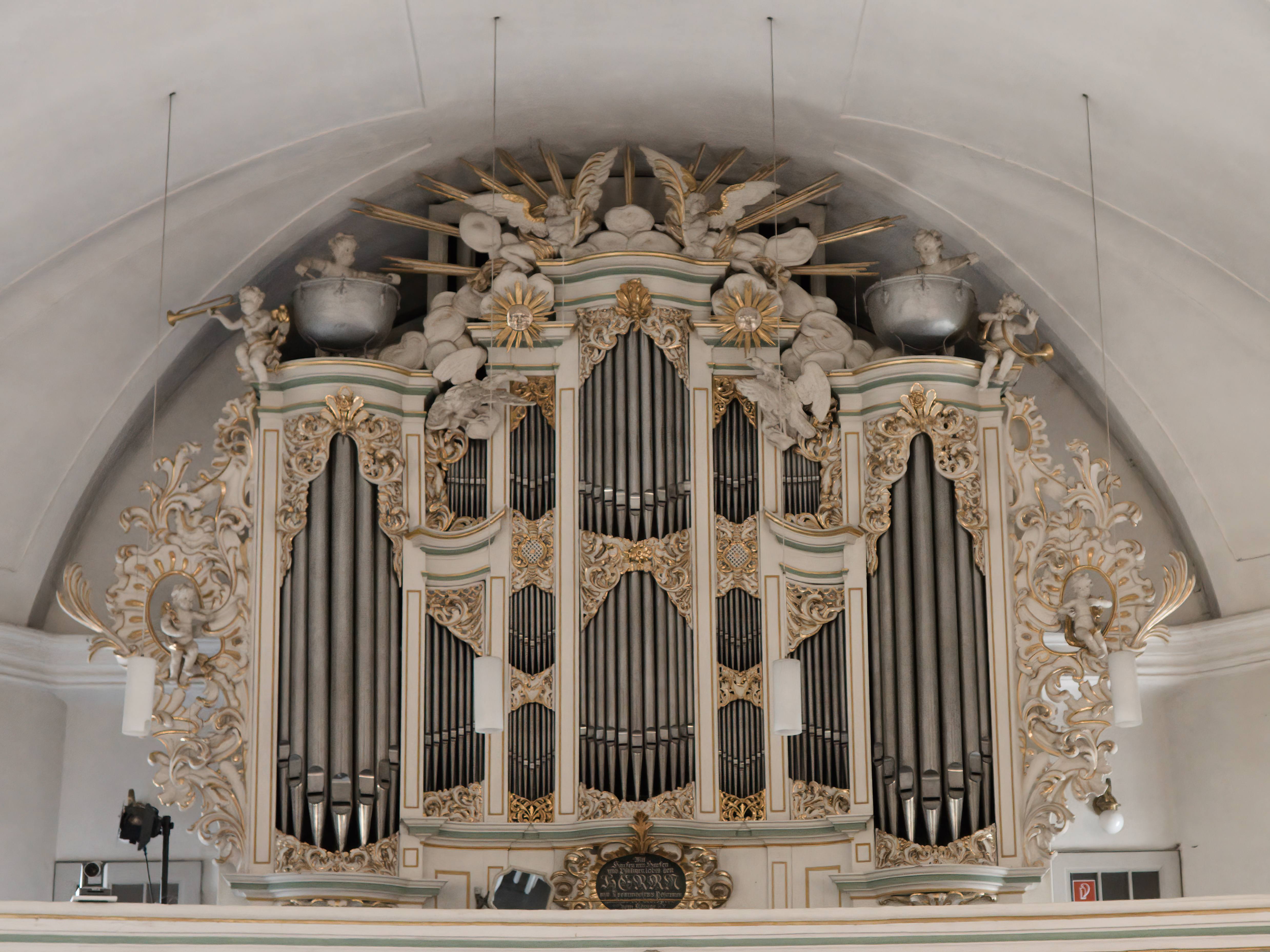
Orgelprospekt

Die ursprünglich barocke Orgel aus dem Jahr 1743 des halleschen Orgelbaumeisters Heinrich Andreas Contius auf der Westempore wurde vom Amtmann Johann Christian Ochs von Ochsenstein gestiftet. Sie wich 1904 einem Neubau durch Wilhelm Rühlmann (Op. 257), das barocke Orgelgehäuse mit Akanthus-Schnitzereien und musizierenden Putti und flatternden Adlern blieb erhalten. 1929 wurde sie aufwendig gewartet und im Jahre 1936 wurde sie durch die Erbauerfirma erweitert, sodass sie heute 34 Register auf zwei Manualen und Pedal vereint. Die Firma Adam überholte das Instrument 1959. Im Jahr 1992 wurde sie umfassend restauriert. Die Disposition lautet seither:
| I Hauptwerk C-f3 |         |
| Bordun           | 16′     |
| Principal        | 8′      |
| Gemshorn         | 8′      |
| Hohlflöte        | 8′      |
| Gamba            | 8′      |
| Octave           | 4′      |
| Spitzflöte       | 4′      |
| Flauto harm.     | 4′      |
| Quinte & Octave  | 2 ⁄3+2′ |
| Schwiegel        | 2′      |
| Mixtur III-IV    |         |

| II Schwellwerk C-f3 |       |
| Lieblich Gedackt    | 16′   |
| Geigenprincipal     | 8′    |
| Quintade            | 8′    |
| Lieblich Gedackt    | 8′    |
| Flauto trav.        | 8′    |
| Salicional          | 8′    |
| Flauto dolce        | 8′    |
| Fugara              | 4′    |
| Rohrflöte           | 4′    |
| Flautino            | 2′    |
| Nachthorn           | 2′    |
| Quinte              | 1 ⁄3′ |
| Siffflöte           | 1′    |
| Sesquialtera II     |       |
| Vox humana          | 8′    |

| Pedal C-d1 |     |
| Subbass    | 16′ |
| Violin     | 16′ |
| Gedackt    | 8′  |
| Cello      | 8′  |
| Choralbass | 4′  |
| Flachflöte | 2′  |
| Posaune    | 16′ |

## Glocken
Vor dem Ersten Weltkrieg befanden sich im Turm der Kirche drei Glocken in der Tonfolge b°-des′-f′. Die größte der Glocken besteht aus Bronze, stammt aus dem Jahre 1747 und wurde durch Friedrich August Becker aus Halle geschaffen. Sie erklingt im Nominal cis′ bei 135 cm Durchmesser.
Die mittlere Glocke von 1788 fiel der Metallspende des Ersten Weltkriegs zum Opfer und wurde 1931 durch eine neue ersetzt.
Die Glocke von 1931 fiel der Metallspende des Zweiten Weltkriegs zum Opfer.
Die kleine Glocke (1521) wurde nur zu Kindergottesdiensten geläutet.
Die tonhöhere Glocke ist ein Werk der Gießerei Schilling & Lattermann aus Eisenhartguss und wurde 1960 mit dem Schlagton dis′ geschaffen.
Es gab noch eine vierte Glocke im Turmstübchen, die nicht benutzt wurde.
Der Turm trägt heute zwei Glocken, welche an tief gekröpften Stahljochen hängen:
| Nr. | Bild | Gussjahr | Gießer, Gussort                                | Material      | Masse (kg) | Durchmesser (m) | Schlagton | Inschrift Ostseite | Inschrift Westseite |
| --- | ---- | -------- | ---------------------------------------------- | ------------- | ---------- | --------------- | --------- | --- | --- |
| 1   |      | 1747     | Friedrich August Becker, Halle                 | Bronze        |            | 1,36            | cis′      | LOBET DEN HERRN IN SEINEM HEILIGTHUM LOBET IHN MIT HELLEN CYMBELN LOBET IHN MIT WOHL KLINGENDEN CYMBELN HALELUJA PS.:150 | IMPERANTE FRIDERICO II. REGE PRUSSIAE AUGUSTIS HAEC CAMPANA VETERI RUPTA DENUO CONFLATA EST CURA JOHAN CHRIST OCHSII DIOECES GIEBICHENSTEIN HOC TEMPORE PRAEFECTI SUPREMI ANNO MDCCXLVII FRIEDRICH AUGUST BECKER GOSS MICH IN HALLE |
| 2   |      | 1960     | Glockengießerei Schilling & Lattermann, Apolda | Eisenhartguss | 1600       | 1,54            | dis′      | ALS ERSATZ FÜR DIE IM KRIEGE 1939-1945 EINGESCHMOZENE GLOCKE GEGOSSEN 1960                                               | ♁ GOTTES STIMME LASST UNS SEIN RUFEN IN DIE WELT HINEIN JESUS LEBT UND JESUS SIEGT ALLES HM ZU FÜSSEN LIEGT |